# Araeopteron obliquifasciata
Araeopteron obliquifasciata là một loài bướm đêm trong họ Erebidae.